# Kuhlsee
Der Kuhlsee ist ein See südöstlich von Gleschendorf / westlich von Klingberg und der L 309 in der Gemeinde Scharbeutz im Kreis Ostholstein in Schleswig-Holstein. 
Der See – bei dem es sich geologisch um einen Toteissee (Söll) handelt – liegt in einer Senke in der Holsteinischen Schweiz, umgeben von einer hügeligen Moränenlandschaft. Er ist ca. 12 ha groß, hat eine unregelmäßige, leicht herzförmige Form mit einer Breite und Länge von ca. 300 m. Er ist flach von Verlandung bedroht – z. T. haben sich in ihm bereits bewachsene Stellen gebildet. Er kann über die (verrohrte) Kuhlenau in die ca. 400 m entfernt fließende Schwartau entwässern. 